# Vidrovac
Vidrovac (kyrillisch Видровац) ist ein Dorf in der Opština Negotin im Bezirk Bor im Osten Serbiens.

## Geschichte und Namen
Das erste Mal wird das Dorf im Jahre 1530 in türkischen Aufzeichnungen erwähnt. Auf österreich-ungarischen Karten der Region wird das Dorf von 1723 bis 1725 unter dem Namen Vidrovatz erwähnt, 1736 und 1784 als Vedrovatz. Die Serbisch-orthodoxe Kirche im Dorf wurde 1906 erbaut und ist dem Hl. Nikolaus geweiht.
Die erste Siedlung befand sich im Zentrum des heutigen Dorfes, am rechten Ufer des Flusses Jasenička Reka.

## Einwohner
Die Volkszählung 2002 (Eigennennung) ergab, dass 822 Menschen im Dorf leben.
Davon waren:
|           | Anzahl | Prozent |
| Gesamt    | 822    | 100     |
| Serben    | 817    | 99,39   |
| Kroaten   | 3      | 0,36    |
| Rumänen   | 1      | 0,12    |
| Unbekannt | 1      | 0,12    |

Weitere Volkszählungen:
- 1921: 1.574[3]
- 1948: 1.654
- 1953: 1.665
- 1961: 1.599
- 1971: 1.435
- 1981: 1.325
- 1991: 1.126